# Шрути Хасан
Шрути Хасан (англ. Shruti Haasan, род. 26 января 1986 года, Мадрас, Индия) — индийская киноактриса, певица и композитор, работающая в фильмах на хинди, телугу и тамильском языке. Дочь известного южно-индийского актёра Камала Хасана, впервые появилась на экране в небольшой роли в его фильме «Дыхание времени». Наибольшего успеха добилась в Толливуде. Обладательница Filmfare Awards South за лучший дебют и лучшую женскую роль в фильме на телугу.

## Биография
Шрути Хасан родилась 26 января 1986 года в Мадрасе (ныне Ченнаи), столице штата Тамил-Наду. Она наполовину тамилка, на четверть маратхи и на четверть раджпут.
Её родители — популярный тамильский актёр Камал Хасан и актриса Болливуда Сарика, которые поженились уже после рождения Шрути. В 1991 году у них родилась ещё одна дочь, Акшара Хасан. В 2002 году супруги подали на развод, который завершился в 2004.
Шрути училась в школе Abacus, основанной на системе Монтессори, а после десятого класса перешла в Колледж святого Андрея в Мумбаи, где начала изучать психологию.
В 18 лет она переехала в Америку, где посещала курсы в Musicians Institute.

## Карьера

### Дебют и первые годы
Как дочь кинематографистов, Шрути с детства была связана с миром кино, и уже в шесть лет спела дуэтом с Шиваджи Ганесаном для тамильского фильма Thevar Magan, где снимался её отец Камал Хасан.
Она также исполнила по песне для его хинди-язычных фильмов «Тётя 420» (1997) и «Дыхание времени» (2000).
В последнем она впервые появилась на экране, сыграв небольшую роль дочери Валлабхаи Пателя.

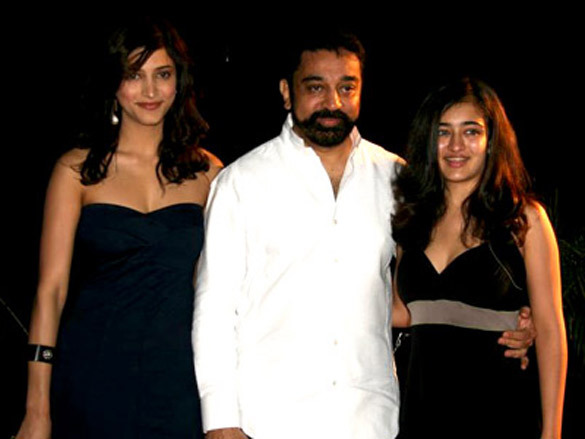
Шрути с отцом и сестрой

Будучи дочерью звёзд кино и уже имеющая опыт работы перед камерой, Шрути неоднократно получала предложения ролей, но отвергла все, в том числе фильм «Сароджа» Венката Прабху.
Актриса собиралась дебютировать в тамильском фильме Нишиканта Камата с Мадхаваном в главной роли, но он был отложен, и её дебютом стал болливудский триллер «В погоне за удачей» (англ. Luck) 2009 года, куда её пригласил друг детства Имран Хан.
Она также сама спела одну из песен для фильма.
Мнения критиков, оценивавших её исполнение роли, разделились. Так Гаурав Малани из The Economic Times назвал её искусственной и не впечатляющей,
а Таран Адарш из Bollywood Hungama — звездой фильма.
В отношении самой киноленты критики были едины и дали ей негативную оценку. В прокате фильм провалился, а Шрути не решалась сниматься в кино ещё в течение года. Одновременно с первой существенной ролью, девушка дебютировала в качестве композитора в ремейке фильма «Среда», снимавшемся одновременно в двух версиях на телугу и тамильском языке. Она также записала вокал трёх песен для каждой версии фильма. Музыкальное сопровождение заслужило похвалу критиков, а Павитра Шринивасан из Rediff.com оценила её дебют как многообещающий.
В следующем году Шрути записала песню для фильма Prithvi на каннада и для Hisss на хинди, к которой сама написала текст.
Также она вместе со множеством других исполнителей приняла участие в записи композиции «Semmozhiyaana Thamizh Mozhiyaam», ставшей гимном Всемирной тамильской конференции 2010 года.
В начале 2011 состоялось возвращение Шрути на экраны в качестве актрисы. Она дебютировала в Толливуде в фильме Пракаша Ковеламуди «Жил-был воин» с Сиддхартом в главной роли, сыграв в нём цыганку. Фильм получил положительную оценку критиков, содержащую похвалу для Шрути, но провалился в прокате.
В этом же году вышел её первый тамильский фильм — «Седьмое чувство» режиссёра АР Муругадоса, где её экранным партнёром был Сурья Шивакумар. Получив смешанные отзывы, в которых актриса была названа многообещающей, но недостаточно чисто говорящей на тамильском, картина имела большой коммерческий успех, собрав 900 млн рупий.
По итогам года две эти роли принесли ей Filmfare Awards South за лучший дебют.
Также в этом году в прокат вышел хинди-язычный фильм «Ведь сердце всё ещё дитя» Мадхура Бхандаркара, где Шрути снялась вместе с Аджаем Девганом, Эмраном Хашми и Оми Вайдья, сыграв дочь бывшей Мисс Индия, в которую влюбляется поклонник её матери. Эта роль не имела успеха у критиков, так Блесси Четтияр из Daily News and Analysis описала её как «настолько фальшивую, что она вызывает только разочарование».
В конце года актриса вновь разделила экран с Сиддхартом в мелодраме «Друг мой», где они сыграли друзей детства, чьи отношения оказываются под угрозой, когда они находят своих вторых половинок. Для съёмок Шрути прошла обучение танцу в стиле кучипуди. Суреш Кавираяни из The Times of India написал о ней: «Шрути Хасан хорошо смотрится на экране, но она всё ещё должна научиться показывать эмоции», а Радхика Раджамани из Rediff.com отметила, что Сиддхарт и Шрути «прекрасно дополняют друг друга, и оба показывают хорошее исполнение ролей. Их пара во второй раз блистает на экране».
Тамильский триллер «Трое» Айшарии Дхануш, вышедший в 2012 году, принес Шрути номинации на SIMAA Awards, Vijay Awards и Filmfare Awards South за лучшую женскую роль. В нём она сыграла девушку, которая после самоубийства мужа (в исполнении Дхануша) неожиданно узнает, что всё это время он страдал биполярным расстройством. Критики в один голос хвалили её игру, особенно в первой половине.
Другим фильмом этого года стал ремейк «Бесстрашного» на телугу — «Габбар Сингх» с Паваном Кальяном в главной роли. Картина стала хитом, а критики отметили, что хоть роль Шрути была невелика, она справилась с ней прекрасно.

### Возвращение в Болливуд
В 2013 году она снялась в паре с Рави Теджей в комедийном боевике «Надменный». Фильм хорошо показал себя в кассе, а актриса заработала похвалы критиков.
В этом же году она также сыграла в двух фильмах на хинди, исполнив роли проститутки в шпионском боевике «День Д» Никхила Адвани и деревенской девушки в романтической комедии «Рамая, ты вернёшься?» Прабху Девы. Оба имели умеренный успех, и принесли Шрути положительную оценку её игры. Критик Таран Адарш написал, что она «играет сложный слоистый характер, и справляется с этим с удовольствием», а также «она излучает невинность, но может быть непослушной в следующую минуту и много передает своими глазами. Было бы здорово, увидеть её в различных ролях в будущем».
Последним фильмом года стал «Ты вернёшься, Рамайя» на телугу, где она снялась вместе с НТР младшим и Самантой. «Шрути Хасан преподнесла сюрприз в своей короткой роли образованной женщины, отстаивающей права жителей своей деревни» написала в своей рецензии Сангита Деви из The Hindu.
Начало 2014 года ознаменовалось выходом телужского триллера Вамси Паидипалли «Кто он?» с Рамом Чараном Теджа в главной роли. Фильм заработал в прокате статус «блокбастер» и вошёл в десятку самых кассовых фильмов Толливуда.
Критики же остались не в восторге, а героиня Шрути была признана служить лишь для украшения фильма.
Весной в прокат вышла картина Сурендера Редди «Резвый конь», где актриса появилась в паре с Аллу Арджуном, сыграв безэмоциональную девушку, которая меняется, влюбившись в главного героя. Как и предыдущий, фильм стал одним из самых крупных блокбастеров и вошёл в список 5 самых кассовых фильмов на телугу. Однако роль Шрути, по мнению критиков, опять не давала ей простора и сводилась к тому, чтобы хорошо выглядеть,
что не помешало ей получить статуэтку Filmfare как лучшей актрисе года.
В дальнейшем она появилась в фильме «Бравый инспектор» в качестве камео в музыкальном номере на песню «Junction Lo», которую сама же и исполнила.
Последним её релизом в том году стала тамильская картина Poojai режиссёра Хари с Вишалом.

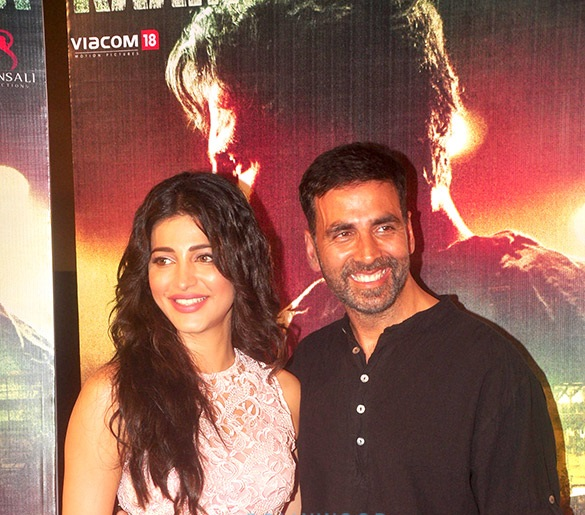
Шрути и Акшай Кумар

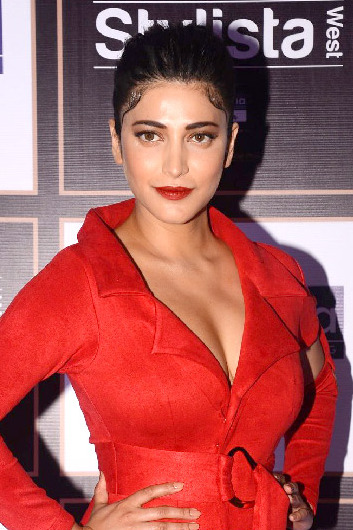
Шрути в 2017 году

В 2015 году вышло шесть фильмов с участием Шрути, включая появление в item-номере «Madamiyan»  фильма «Спаситель из Агры»,
во время съемок которого она чуть не пострадала от удара копытом лошади.
Для этого же фильма актриса также записала песню «Joganiyan», которую по сюжету исполняет Сонакши Синха.
Другая спетая ею песня «Stereophonic Sannata» прозвучала в фильме Shamitabh, где дебютировала её сестра Акшара.
А первым полноценным релизом года для актрисы стал фильм «Месть вне закона» с Акшаем Кумаром. Однако её персонаж критиков не впечатлил.
Далее, в августе на экраны вышел «Великодушный» на телугу с Махешем Бабу, собравший около 100 крор (1 млрд рупий) в первую неделю проката.
В отзыве на фильм Сангита Деви отметила, что Шрути «становится лучше с каждым фильмом и выполняет свою задачу с изяществом и серьёзностью, сумев сохранить самостоятельность в фильме, ориентированном на героя».
Месяц спустя состоялась премьера болливудской комедии Welcome Back с Джоном Абрахомом, за которую критики дали актрисе умеренную оценку.
Ещё одним её проектом был крупнобюджетное фэнтези «Храбрый воин».
Для него Шрути и Виджай совместно записали песню «Yaendi Yaendi», тизер которой встретил фантастический приём. Однако фильм не смог возместить затраты на производство.
Последним релизом 2015 года для актрисы стал тамильский боевик «Сестра и брат» режиссёра Шивы с Аджитом Кумаром.
Предложение роли в Baadshaho Милана Лутхрии актриса отклонила после просмотра финальной версии сценария.
Её следующий год открылся фильмом Rocky Handsome Нишиканта Камата, где она появилась в качестве приглашенной звезды, исполнив роль беременной жены главного героя, которую убивают во флэшбэке.
В 2017 году она снялась в фильме «Львиное сердце 3», второй раз разделив экранное пространство вместе с Сурьей.
В настоящий момент в процессе постпродакшна находится Yaara — официальный ремейк французской киноленты «Неприкасаемые», чей выход в прокат планируется в 2019 или 2020 году.
Другой её проект в производстве — трех-язычный фильм Sabaash Naidu, режиссёром которого является её отец Камал Хасан.
Также Шрути согласилась на роль женщины-воина Сангамитры и начала проходить подготовку по борьбе с мечом в Лондоне. Однако после фестиваля в Каннах она отказалась от неё.

## Фильмография

### Актриса
| Год  |   | Русское название              | Оригинальное название                                | Роль                        |
| ---- | - | ----------------------------- | ---------------------------------------------------- | --------------------------- |
| 2000 | ф | Дыхание времени               | Hey Ram (хинди) (там.)                               | дочь Валлабхаи Пателя       |
| 2009 | ф | Ставка на удачу               | Luck (хинди)                                         | Айеша / Наташа              |
| 2011 | ф | Жил-был воин                  | Anaganaga O Dheerudu (тел.)                          | Прия                        |
| 2011 | ф | Ведь сердце все еще дитя      | Dil Toh Baccha Hai Ji (хинди)                        | Никки Наранг                |
| 2011 | ф | Седьмое чувство               | 7aum Arivu (там.)                                    | Субха Шринивасан            |
| 2011 | ф | Друг мой                      | Oh My Friend (тел.)                                  | Сири Чандана                |
| 2012 | ф | Трое                          | 3 (там.)                                             | Джанани                     |
| 2012 | ф | Габбар Сингх                  | Gabbar Singh (тел.)                                  | Бхагьялакшми                |
| 2013 | ф | Надменный                     | Balupu (тел.)                                        | Шрути                       |
| 2013 | ф | Рамая, ты вернёшься           | Ramaiya Vastavaiya (хинди)                           | Сона                        |
| 2013 | ф | Разведчики                    | D-Day (хинди)                                        | Сурайя                      |
| 2013 | ф | Ты вернёшься, Рамайя          | Ramayya Vasthavayya (тел.)                           | Амуллу                      |
| 2014 | ф | Кто он? / Доброволец          | Yevadu (тел.)                                        | Манджу                      |
| 2014 | ф | Резвый конь / Обгоняя ветер   | Race Gurram (тел.)                                   | Спандана                    |
| 2014 | ф | Бравый инспектор              | Aagadu (тел.)                                        | камео в песне «Junction Lo» |
| 2014 | ф | Игрок                         | Poojai (там.)                                        | Дивья                       |
| 2015 | ф | Спаситель из Агры             | Tevar (хинди)                                        | камео в песне «Madamiyan»   |
| 2015 | ф | Месть вне закона              | Gabbar is Back (хинди)                               | Шрути                       |
| 2015 | ф | Великодушный                  | Srimanthudu (тел.)                                   | Чарусила                    |
| 2015 | ф | Добро пожаловать назад        | Welcome Back (хинди)                                 | Ранджана                    |
| 2015 | ф | Храбрый воин                  | Puli (там.)                                          | Павазхамалли                |
| 2015 | ф |                               | Vedalam (там.)                                       | Швета                       |
| 2016 | ф | Рокки Красавчик               | Rocky Handsome (хинди)                               | Рукшида Кабир Ахлават       |
| 2016 | ф |                               | Premam (тел.)                                        | Ситара                      |
| 2017 | ф | Львиное сердце 3              | Si3 (там.)                                           | Видья                       |
| 2017 | ф | Тхакур                        | Katamarayudu (тел.)                                  | Авантика                    |
| 2017 | ф | Она должна быть твоей сестрой | Behen Hogi Teri (хинди)                              | Бинни                       |
| 2019 | ф |                               | Sabaash Naidu (там.) (тел.) / Shabhash Kundu (хинди) | Шрути                       |
| 2019 | с | Тредстоун                     | Treadstone                                           | Нира Патель                 |
| 2020 | ф | Богиня                        | Devi (хинди)                                         | Майя                        |
| 2020 | ф | Друзья: Воссоединение         | Friends: The Reunion (хинди)                         | Суканья                     |
| 2021 | ф | Ошибка                        | Krack (тел.)                                         | Кальяни                     |
| 2021 | ф | Власть                        | The Power (хинди)                                    | Парвин                      |
| 2021 | ф | Господин адвокат              | Vakeel Saab (тел.)                                   | жена Сатьядева              |
| 2021 | ф | Грабёж средь бела дня         | Laabam (там.)                                        | Клара                       |
| 2023 | ф | Вира Симха Редди              | Veera Simha Reddy                                    | Иша Джаярам                 |